# Дрејкова једначина
Дрејкова једначина је математички израз који даје процену броја цивилизација у нашој галаксији које су способне и вољне да комуницирају са Земљанима. Осмислио ју је амерички астроном Френк Дрејк.
Једначина коју је осмислио Дрејк један jе од најважнијих појмова у астрономији и схватању универзума уопште.

## Зачетак идеје
У јуну 1959. године, физичари Ђузепе Кокони и Филип Морисон издали су у британском часопису „Природа“ (енгл. "Nature") чланак под именом „Трагање за међузвезданим комуникацијама“. Аутори су изнели мишљење да су радио телескопи већ постали довољно јаки за примање емисија које би друге цивилизације могле емитовати. Сматрали су да би најлогичнија таласна дужина за то била она од 21 cm (фреквенција од 1.420,4 MHz) на којој зрачење емитује неутрални водоник, најчешћи хемијски елемент у свемиру.
Седам месеци касније, радио астроном Френк Дрејк први је у историји започео систематску потрагу за сигналима интелигентних бића из свемира. Дрејк је помоћу 25-метарског радио-телескопа 6 сати дневно на фреквенцији неутралног водоника „ослушкивао“ две оближње звезде сличне Сунцу: Епсилон Еридана и Тау Кита. Пројекат је назван ОЗМА, а трајао је од маја до јула 1960. године.
У новембру 1961. године, Френк Дрејк сазива конференцију одабране групе од 10 познаника на тему потраге за ванземаљским цивилизацијама. Међу њима су били и Карл Саган и нобеловац Мелвин Келвин (хемија, 1961. година). У припремама за ову конференцију, Дрејк је извео своју познату формулу која нам говори колико је цивилизација у нашој галаксији вољно и способно комуницирати са нама путем радио-таласа:
{\displaystyle N=R^{\ast }\times f_{p}\times n_{e}\times f_{\ell }\times f_{i}\times f_{c}\times L\!}
 - број цивилизација у нашој галаксији које су способне за комуникацију
 - број звезда које настану у једној години у нашој галаксији
- удео звезда које имају планете
 – просечан број планета погодних за развој живота и звезда које имају планете
 - вероватноћа да ће се живот појавити ако за то постоје услови
 – вероватноћа да ће се из живота развити интелигенција
 - вероватноћа да ће интелигентни живот бити вољан и способан да комуницира са остатком галаксије
L - просечан животни век технолошке цивилизације

## Анализа чланова у једначини
С обзиром на то да наука ни данас није у стању тачно дефинисати појам живота, првенствено због премалог узорка (Земља је једина планета на којој засигурно постоји живот), Дрејк се у својој једначини ограничио на бића чија се биологија заснива на угљенику, која живе на планети са обиљем воде (која је нужна за органску хемију засновану на угљенику), те захтевамо милијарде година за развој интелигенције. Другим речима, бића врло слична нама.

### Анализа фактора једначине

#### 
је број звезда које настану у једној години у галаксији.
У Млечном путу настане просечно једна звезда сваке године. Дакле, R* = 1.
 је удео звезда с планетним системима.
Ово је било потпуно непознато до 1995. године када су два швајцарска научника, Мајкл Мејр и Дидиер Куелоз, случајно открили први прави планетарни систем изван Сунчевог система. До марта 2006. године је откривено преко 170 егзопланета, углавном од стране тима који предводе Геоф Марси (у САД) и Пол Батлер (у Аустралији). Марси и Батлер траже планете тражећи колебање звезде услед гравитационог утицаја планете. Техника коју користе Марси и Батлер је прикладна за тражење само најмасивнијих планета, тако да су до сада откривени само гасовити џинови.
Према досадашњим истраживањима, чини се да око 10% посматраних звезда има планетне системе. Дакле:  = 0.1.
 је процењен просечан број планета које су погодне за развој живота.
Претпостављајући да је облик живота донекле налик нашем, процењује се какав се тип планета тражи. Број зависи од три фактора:
Време потребно за еволуцију
Ако је животу на Земљи требало око 4 милијарде година да еволуира до данашњег облика, тада би звезда морала потрајати барем толико. То искључује планете око врло великих, врућих, светлих звезда (типа О и Б) који врло кратко живе пре него што експлодирају.
Хемија
Планета мора имати хемијске услове потребне за живот. Данас је познато да су услови које имамо на Земљи уобичајене широм галаксије, те би вероватно биле присутне и на било којој планети сличне температуре.
Текућа вода
Под претпоставком да живим бићима треба текућа воду, тада планета не би смела бити ни преблизу звезди (као Меркур и Венера где би вода испарила, или предалеко (као Марс или Јупитер) где би се вода смрзла. За сваку звезду је могуће израчунати положај „насељиве зоне“ која даја услове за текућу воду. Из овога можемо проценити удео планета који постоје унутар насељиве зоне.
Узимајући ова три фактора у обзир, уобичајена је процена:  = 0.1
 је вероватноћа да ће се живот појавити ако постоје сви предуслови за то.
Аргументи песимиста су следећи: Зна се да се сви саставни делови живих бића, као нпр. амино-киселине, лако синтетизују геолошким процесима, те су присутни чак и у свемиру, међутим пут од саставних делова до првог РНК молекула је неистражено питање. Песимисти верују да је стварање живота врло редак догађај, те да је  врло близу нули. Међутим, знамо да се живот догодио бар једном (на Земљи) па можемо узети да  сигурно није мањи од око 1•10-8 (број звезда у Млечном путу је 1•108).
Укратко, знамо само да је  негдје између 1•10-8 и 1.
 је удео врста који развију интелигенцију.
Оптимистички поглед: На Земљи, пре око 100.000 година, две су интелигентне врсте одвојено еволуирале од својих мајмуноликих предака. Први, homo sapiens neanderthalensis (неандерталац) са развио у Европи, док се други, homo sapiens sapiens (ми) развио на Блиском истоку. Обе врсте су дуго преживљле док се homo sapiens sapiens није пре 35 000 година преселио са Блиског истока у Европу и (највероватније) истребио неандерталце. Дакле, на Земљи су две (или више, ако се рачунају и неке животиње, као нпр. делфини) засебне врсте развиле интелигенцију. Ово показује да са интелигенција развија брзо и природно, дакле, сваки облик живота ће с временом развити интелигенцију, па је:  = 1.
 је вероватноћа да ће интелигентни живот одлучити комуницирати с остатком галаксије.
Под „комуникативношћу“ се мисли на способност изградње опреме за слање сигнала до других светова. Људи су дошли до овог степена развоја пре око 70 година, када је радио комуникација први пут постала довољно јака да напусти нашу планету и постане доступна могућим ванземаљским цивилизацијама са осетљивим пријемницима.
Друге цивилизације не морају никад развити технологију, или развити алтернативне технологије (нама још увек непознате) нити икад развити комуникацију радио-таласима. Ово је фактор о којем најмање знамо. Имамо само податке о једној (нашој) цивилизацији за коју знамо да има воље и способности за комуникацију с другим цивилизацијама. Све што знамо је да је:  између 0 и 1.
Дакле: 0 <  < 1.
L је просечни животни век технолошке цивилизације.
Који догађаји могу уништити нашу цивилизацију? Глобални нуклеарни рат, уништење атмосфере, удар астероида у Земљу, нови неизлечиви вирус, експлозија оближње супернове или блиски гама бљесак су неке од могућности.
Ми смо последњих 70 година у стању комуницирати са суседним звездама, што значи да ће комуникациона ера наше цивилизације трајати између 70 и 5,2 милијарди година! Дакле, 70 <  < 5.2•109.

## Резултат једначине
Множећи све ове бројеве, добијамо различите бројеве цивилизација у галаксији. Према песимистима, ми смо сами у галаксији. Према оптимистима, N = 5•107, тј. око 1 од 2.000 звезда има комуникативну цивилизацију, што значи да можемо очекивати суседе на око 100 светлосних година. Користећи досад стечено знање, немогуће је проценити да ли је исправан одговор оптимистички, песимистички или нешто између. За експерименталну проверу се брине пројекат СЕТИ, но за сада без успеха у проналажењу суседних цивилизација.